# Blinky Palermo
Blinky Palermo (Leipzig, 2 de junho de 1943 – Vihamanaafushi, 18 de fevereiro de 1977) foi um pintor abstracto alemão. È considerado um dos mais importantes da sua geração, na sua curta vida.

## Vida e carreira
Palermo nasceu com o nome de Peter Schwarze em Leipzig, na Alemanha, em 1943, e foi adoptado, ainda criança, com o seu irmão gémeo, Michael, por pais adoptivos de sobrenome Heisterkamp. Assumiu o pseudónimo de Blinky Palermo em 1964, quando estudava com Bruno Goller e Joseph Beuys, na Kunstakademie Düsseldorf, entre 1962 e 1967. O nome refere-se ironicamente a Frank "Blinky" Palermo, um mafioso americano e promotor de boxe.
Em 1969, Palermo mudou-se para Mönchengladbach, onde montou um estúdio que partilharia com Imi Knoebel e Ulrich Rückriem. Depois de uma estadia em Nova Iorque no início da década de 1970, regressou à Alemanha, onde se estabeleceu no antigo estúdio de Gerhard Richter, em Düsseldorf.
Blinky Palermo morreu inesperadamente em 1977, aos 33 anos, durante uma viagem às Maldivas, de causas por vezes tidas por "misteriosas", mas amplamente consideradas como estando relacionadas com o seu consumo de droga. O seu irmão Michael Heisterkamp é o único herdeiro e proprietário dos direitos de autor de Palermo.

## Obra
Palermo ficou mais conhecido pelas suas telas monocromáticas e "pinturas em tecido", feitas de simples pedaços de material colorido recortados, costurados e esticados sobre uma moldura. Pintou em vários materiais, incluindo alumínio, aço, madeira, papel e fórmica, fazendo muitas vezes linhas com fita adesiva em vez de tinta.
Sob Beuys, tornou-se cada vez mais interessado na relação espacial entre forma e cor, uma polaridade que se manifesta ao longo do resto da sua obra. Em meados da década de 1960, Palermo afastou-se das telas retangulares convencionais e optou cada vez mais por superfícies como o círculo, o triângulo, o cruciforme, o totem e até as paredes interiores dos edifícios. Por exemplo, Sem Título (Totem) (1964) "...é simplesmente uma tira vertical de madeira, com 7 pés por cerca de 2 polegadas. Está pintada de laranja e pontuada, como uma escada primitiva, com cinco peças curtas e horizontais de madeira envolta em tela, cada uma pintada de branco com uma porção de um triângulo azul". Entre 1964 e 1966, Palermo produziu uma pequena série de pinturas sobre tela nas quais experimentou princípios construtivistas de ordem.
Entre o final de 1966 e 1972, produziu uma série de cerca de 65 Stoffbilder (Pinturas em Tecido), constituídas por materiais coloridos de diferentes larguras, costurados ao longo de costuras horizontais ou verticais e presos a macas. Pegou na cor e na qualidade do material já preparado em tecidos de grandes armazéns e mandou costurá-los por terceiros.
Em 1970, Palermo e Gerhard Richter apresentaram em conjunto projectos para as instalações desportivas dos Jogos Olímpicos de 1972, em Munique. Para a frente da arena, propuseram um conjunto de janelas de vidro em 27 cores; cada cor apareceria 50 vezes, sendo a distribuição determinada aleatoriamente.
A partir de 1968, Palermo realizou mais de 20 murais e desenhos murais em vários locais da Europa, incluindo Edimburgo e Bruxelas, registando-os em esboços preparatórios e documentação fotográfica. As obras originais, porém, tendo estado afiliadas ao seu local de instalação, já não existem. O seu Horas do Dia I-IV consiste em painéis quadrados de alumínio pintados com cores dispostas do claro ao escuro, uma metáfora para a mudança da luz solar ao longo do dia. Muitas vezes delineava as formas de algumas paredes de uma determinada sala ou preenchia-as com uma cor diferente, deixando apenas uma orla do branco original. Seguiu-se a série das Metallbilder (Pinturas em Metal), um grupo de pinturas acrílicas sobre aço ou alumínio, que seguem uma fórmula consistente: agrupamentos de, geralmente, quatro painéis, bastante separados, com cada painel apresentando uma única área principal de cor acrílica delimitada por faixas de uma outra cor na parte superior e inferior.
Depois de visitar Nova Iorque com Gerhard Richter em 1970, mudou o seu escritório para esta cidade em Dezembro de 1973. De regresso a Düsseldorf, produziu To the People of New York City (1976), uma obra de 15 partes composta por 39 painéis de alumínio pintados com variações de vermelho cádmio, amarelo cádmio e preto - as cores das bandeiras das duas Alemanhas, e agora da Alemanha reunificada Alemanha, sempre a mudar de padrão. Foi exposta na Heiner Friedrich Gallery, em Nova Iorque, em 1977, e na Dia Art Foundation em 1987.

## Mercado de arte
O recorde de leilão de uma obra de Palermo pertence a uma pintura Sem Título (1970), vendida na Sotheby's, em 25 de Maio de 2013, por 6,4 milhões de dólares. O anterior recorde pertencia à pintura em tecido Rot/Geb, uma obra vertical esguia com aproximadamente 1,80 metros de altura, vendida na Sotheby's, em Nova Iorque, em Maio de 2017, por 4,5 milhões de dólares. Como Palermo apenas produziu cerca de 56 Stoffbilder, ou pinturas em tecido, estas são muito procuradas pelos coleccionadores. Todas as obras de Palermo que alcançaram os preços mais altos no mercado de arte, excepto uma, pertenciam a esta série. A excepção é Manhattan (1976), composta por acrílico sobre aço, em duas partes, vendida na Sotheby's, em Londres, por $2.893.578, em Julho de 2020.